# Kulesze (sielsowiet Krzywe Sioło)
Kulesze (biał. Куляшы; ros. Кулеши) – wieś na  Białorusi, w obwodzie mińskim, w rejonie wilejskim, w sielsowiecie Krzywe Sioło (Крывасельскі сельсавет).

## Położenie i przynależność administracyjna
W opisach parafii diecezji wileńskiej z 1784 roku, sporządzonych własnoręcznie przez proboszczów na polecenie biskupa wileńskiego Ignacego Massalskiego, Kulesze figurowały jako wieś JP Radziewicza, na letnim zachodzie, pół mili średniej od Kościeniewicz (ok. 3,37 km), położone w województwie wileńskim, w powiecie oszmiańskim, w dekanacie świrskim.
Według Słownika geograficznego Królestwa Polskiego i innych krajów słowiańskich (T. 4, 1883) Kulesze w XIX wieku były wsią włościańską, zlokalizowaną w powiecie wilejskim, położoną w odległości około 30 km od Wilejki. W latach 1921–1945 wieś leżała w Polsce, w województwie wileńskim, w powiecie wilejskim, w gminie Kościeniewicze. Przed 25 maja 2013 roku administracyjnie wchodziła w skład sielsowietu Kurzeniec (Куранецкі сельсавет), od 2013 roku należy do sielsowietu Krzywe Sioło.
Kulesze leżą 2 km na północ od biegnącej z zachodu na wschód trasy P29 i 1 km na zachód od biegnącej z północnego zachodu na południowy wschód trasy P58. Na zachodzie w odległości 750 m z północnego wschodu na południowy zachód biegnie droga wiejska, która na północy niemal zamyka zakreślony obszar trójkąta. W obrębie trójkąta leżą trzy wsie – Kulesze w centrum, Putrycze – 1 km na południu oraz Gierki – 1 km na południowy wschód. Do Kuleszów prowadzi jedna droga wiejska (Н-22145) – od drogi krajowej P29, przez Putrycze. Na wysokości Kuleszów krzyżuje się ona z ulicą Centralną – prostopadłą drogą wiejską (kierunek zachód–wschód), która od zachodu kończy się na pobliskich łąkach, od wschodu (podjazd Н-24913) – na lokalnym cmentarzu) – od drogi krajowej P29, przez Putrycze. Kulesze są położone na łąkach, otoczonych lasami od północy, wschodu i zachodu. Wieś ma kształt rozciągniętego z zachodu na wschód prostokąta. W obrębie wsi brak naturalnych zbiorników wody.

## Statystyki
W 1921 roku w Kuleszach znajdowało się 19 budynków mieszkalnych, w których mieszkało 121 osób (57 mężczyzn, 64 kobiety). Wszyscy mieszkańcy deklarowali narodowość polską i przynależność do wyznania rzymskokatolickiego. W latach sześćdziesiątych XX wieku wieś liczyła 30 gospodarstw i 91 mieszkańców. W 1931 w 19 domach zamieszkiwało 113 osób. Według spisu ludności z 2009 roku Kulesze zamieszkiwało 9 osób, w 2016 roku – 4 (3 kobiety, 1 mężczyzna), w 2017 roku – zostały 3 kobiety.

## Historia i byt
Po 1939 roku Kulesze weszły w skład Białoruskiej Socjalistycznej Republiki Radzieckiej. Po zakończeniu wojny we wsi założono kołchoz. W latach sześćdziesiątych XX wieku w Kuleszach istniało trzydzieści gospodarstw domowych. Mieszkańcy pracowali w kołchozie i zajmowali się własną gospodarką. W dni wolne, wespół z sąsiadami z Putrycz, urządzali wieczory taneczne. W przeciągu pół wieku wieś opustoszała, większość osób wyjechała do miast, starsze pokolenie umarło lub przeniosło się do domów starości. W 2017 roku we wsi istniało tylko trzy zamieszkałe domy. Kilka, nadających się do zagospodarowania, zostały przekształcone na domy letniskowe. Pozostałe popadły w ruinę i nadają się do wyburzenia.

## Infrastruktura socjalno-bytowa
Obsługę infrastruktury socjalno-bytowej Kuleszów zapewnia administracja sielsowietu. Wieś należy do okręgu wyborczego Krzywe Sioło. Siedziba dzielnicowego mieści się w Kurzeńcu. Potrzeby zakupowe są zapewniany przez sklep obwoźny, informację o potrzebie udzielenia pomocy socjalnej zbiera regularnie patrolujący teren pracownik służb socjalnych z pobliskiego Osowca.
Kulesze należą do parafii Niepokalanego Poczęcia NMP w Kościeniewiczach, oddalonych od wsi 3,5 km w linii prostej na południowy wschód.